# Konec Ljubavinych
Konec Ljubavinych (Конец Любавиных) è un film del 1971 diretto da Leonid Evgen'evič Golovnja.